# Lacrimosa
Lacrimosa (lat., „tränenreich“, „die Tränenreiche“) ist ein Musikprojekt, das 1990 vom Deutsch-Schweizer Tilo Wolff gegründet wurde. Der Name bezieht sich auf das Lacrimosa in Mozarts Requiem.

## Geschichte

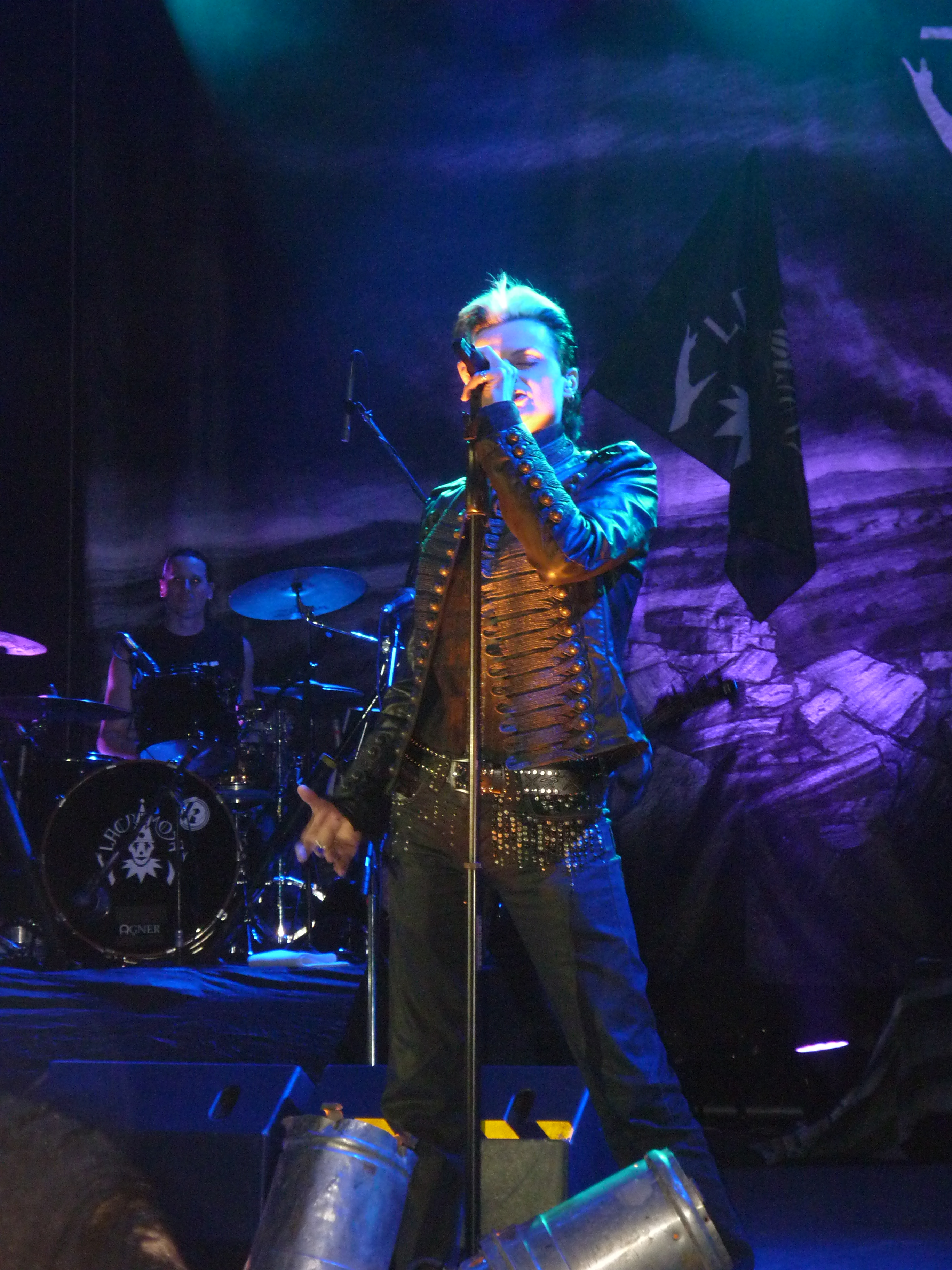
Tilo Wolff

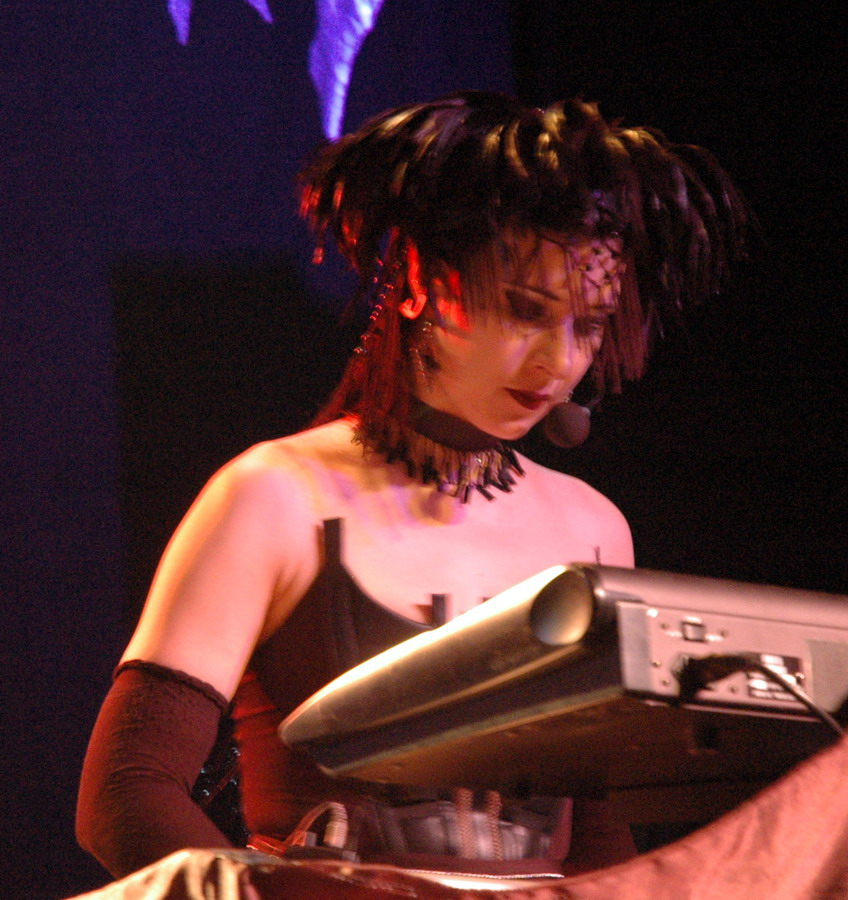
Anne Nurmi

1990 erschien das erste Demotape Clamor (lat. „Geschrei“). Da Tilo Wolff damit keine Plattenfirma überzeugen konnte, gründete er mit Hall of Sermon sein eigenes Plattenlabel und nahm unter dem Namen Lacrimosa die erste LP Angst auf. Seither ziert als Band-Logo ein Harlekin die Albumcover.
Seit 1994 gehört auch die Finnin Anne Nurmi, Keyboarderin und Sängerin der finnischen Gothic-Rock-Band Two Witches, als festes Mitglied zu Lacrimosa und steuert seitdem auch eigene Lieder in finnischer und englischer Sprache bei.
Lacrimosas größter Charterfolg war das 1999er Album Elodia. Es erreichte Platz 12 in den deutschen Charts.
Zur selben Zeit arbeitete Tilo Wolff mit der Thrash-Metal-Band Kreator zusammen und steuerte den Gesang für das Lied Endorama auf dem gleichnamigen Album bei.
Mit ihrer Single Der Morgen danach war Lacrimosa vier Wochen lang in den offiziellen Singlecharts in Deutschland, die höchste Platzierung betrug 50.
Am 7. Mai 2010 veröffentlichten Lacrimosa anlässlich des 20-jährigen Bestehens ein Doppelalbum namens Schattenspiel, welches 18 bis dato unveröffentlichte Titel aus der Bandgeschichte beinhaltet.
Lacrimosa gaben ausverkaufte Tourneen in Europa, Mittel- und Südamerika und arbeiteten für ihre Alben mit verschiedenen namhaften Orchestern zusammen, zum Beispiel dem London Symphony Orchestra (Elodia) und dem Deutschen Filmorchester Babelsberg (Fassade/Echos). Lacrimosa sind außerhalb des deutschsprachigen Raumes ein Exportschlager und waren im Jahre 2003 auf dem 9. Platz in der Auslandshitparade.
Am 6. November 2015 erschien Lacrimosas zwölftes Studioalbum „Hoffnung“. Die anschließende UnterWelt-Tour führte die Band zunächst durch Belarus, Russland, China, Mexiko, Chile, Bolivien, Peru und Argentinien. Im Februar 2016 wurde die Tour in Deutschland fortgesetzt. Zum Abschluss der UnterWelt-Tour spielten Lacrimosa 2016 als Headliner auf dem 25-jährigen Jubiläum des Wave-Gotik-Treffens.

## Name
Der Name leitet sich von der letzten Strophe der liturgischen Sequenz Dies irae aus dem 12. Jahrhundert ab, einem Bestandteil des Requiems. Dort heißt es: „Lacrimosa dies illa“, zu deutsch: „Tränenreich ist jener Tag“ (lat. lacrima, „Träne“; lacrimosus, „tränenreich“). Die bekannteste Vertonung dieses Textes findet man in Mozarts letztem Werk, dem Requiem (KV 626).

## Stil
Der Musikstil von Lacrimosa ist nicht in einer Kategorie zusammenzufassen, da die Band insbesondere seit Satura immer wieder mit neuen Elementen experimentierte.
Clamor war das erste Demo-Tape von Lacrimosa, welches ursprünglich mehrere Titel aufwies, jedoch konnten aus Mangel an finanziellen Mitteln nur relativ kurze Tapes gekauft werden. Auf dem Tape, von dem 100 Stück produziert wurden, befinden sich lediglich zwei Titel (die Demoversionen zu Seele in Not und Requiem). Bei der Demoversion von Seele in Not unterscheidet sich lediglich eine kurze Melodie am Anfang des Stückes von der späteren Album-Version.
Im Debütalbum Angst sind minimalistische elektronische Klänge das bevorzugte Gestaltungsmittel von Tilo Wolff. Auch auf den Nachfolgealben Einsamkeit und Satura sind derartige Elemente noch vereinzelt zu erkennen (z. B. in Tränen der Sehnsucht, Part I und II).
Diese Frühwerke von Lacrimosa werden auch der Neuen Deutschen Todeskunst zugerechnet. Tilo Wolff distanzierte sich 1993 hiervon, da er sich bzw. seine Musik in diesem Begriff nicht wiederfindet. Als einen wichtigen Grund nannte er u. a. die Wahl der Instrumente (bspw. den Einsatz von Heavy-Metal-Gitarren, die für Dark Wave unüblich sind).

„Ich kann mit den Musikern oder Gruppen, die sich zur Neuen Deutschen Todeskunst zählen, nichts anfangen. Die einzige Parallele, die ich zu diesen Gruppen ziehen kann, ist die Verwendung deutscher Texte.“

Nachdem bereits auf Satura rockige und metal-lastige E-Gitarrenstücke zu hören waren, entwickelten Lacrimosa ihren Musikstil auch auf dem vierten Album Inferno beständig weiter. Neben den englischen bzw. finnischen Texten, die durch Anne Nurmi vorgetragen werden, finden sich auf Inferno auch klassische Elemente.
Das nächste Album Stille enthält den bekannten Titel Stolzes Herz sowie eine etwa viertelstündige, wiederum stark klassikhaltige Nummer mit dem Titel Die Straße der Zeit. Dieses Lied beinhaltet ausgedehnte Chorpassagen, detaillierte Orchesterarrangements und ein längeres Gitarrensolo.
Elodia gehört zu den erfolgreichsten Alben von Lacrimosa. Der erste Titel – Am Ende der Stille – zitiert ein Motiv aus dem Schlusstitel des Vorgängeralbums. Durch diesen Kunstgriff erreicht Tilo Wolff beinahe eine zyklische Verknüpfung der Alben. Der Sanctus verwendet den vollständigen Text aus dem liturgischen Ordinarium Missae, welcher vom Chor vorgetragen wird. Hier verschwimmen die Grenzen zwischen Klassik und Metal.
Fassade ist ein Konzeptalbum, das auf drei Pfeilern ruht. Die beiden Ecknummern Fassade (1. bzw. 3. Satz) sind musikalisch eng miteinander verwandt. Fassade (2. Satz) bildet im Gegensatz dazu einen Ruhepol in der Mitte des Albums. Erwähnenswert ist auch die Nummer Stumme Worte, auf der Tilos Gesang nur vom Klavier und einem Streichquartett begleitet wird.
Echos beginnt mit dem rein klassischen Stück Kyrie, wiederum aus dem Ordinarium Missae übernommen, welches für Chor und Orchester komponiert wurde. In Echos geht es darum, „die Hingabe zu erforschen, den anderen zu lieben um sich selbst zu verstehen, und wie man sich mit diesen Dingen selbst betrügen kann. Das ist einem oft in den entscheidenden Momenten nicht mehr präsent. Erst auf den Blick nach innen folgt der Blick nach außen.“
In Lichtgestalt vertont Tilo Wolff einen Bibeltext: Das Hohelied der Liebe aus dem 1. Brief des Paulus an die Korinther. Hier sind Chor und Orchester wieder sehr präsent.
Sehnsucht ist das erste Album, welches Wolff in seinem eigenen Studio in der Schweiz aufgenommen hat: „Wenn ich also am Klavier saß, dort komponierte, schrieb und spielte, habe ich es direkt aufgenommen, wenn mir etwas davon gefallen hat. Mein Studio habe ich dafür vorbereitet, dass ich entsprechend ad hoc aufnehmen kann. Sobald ich merkte, dass gerade etwas Gutes passiert, konnte ich sofort auf ‚Record‘ drücken und aufnehmen.“
Revolution ist das bis dato härteste Album von Lacrimosa. Auf dem Album spielen unter anderem Mille Petrozza von der Band Kreator und Stefan Schwarzmann von Accept als Gastmusiker mit, die den metal-lastigen Charakter untermalen. Thematisch befasst sich Wolff weniger mit der politischen, vielmehr einer gesellschaftlichen Revolution: „Ich denke, dass wir uns eine Gesellschaft erschaffen haben, in der der Mensch und seine wirklichen Bedürfnisse nur noch eine untergeordnete Rolle spielen (…) Wir leben in unserem Trott, freuen uns über den Flachbildfernseher an der Wand (…) und merken kaum, dass es tief in uns eine Leere gibt, die uns heimlich auffrisst.“
Das 13. Studioalbum trägt den Titel Testimonium und ist ein Requiem in vier Akten, welches in Gedenken an die vielen verstorbenen Künstler im Jahre 2016 wie David Bowie oder Leonard Cohen komponiert wurde. „Kontemplativ-ruhige, orchestral-bombastische und hart-metallische Passagen fügen sich zu einem sinnfälligen Ganzen, aus dem Tilo Wolff als gereifter Komponist und Arrangeur hervortritt.“
Mit Leidenschaft und Lament setzt Lacrimosa die Entwicklung fort, die mit Testimonium begonnen wurde, und schließt damit eine konzeptionelle Trilogie ab.

## Diskografie

### Studioalben
| Jahr | Titel              | Höchstplatzierung, Gesamtwochen, AuszeichnungChartplatzierungen (Jahr, Titel, Platzierungen, Wochen, Auszeichnungen, Anmerkungen) | Höchstplatzierung, Gesamtwochen, AuszeichnungChartplatzierungen (Jahr, Titel, Platzierungen, Wochen, Auszeichnungen, Anmerkungen) | Höchstplatzierung, Gesamtwochen, AuszeichnungChartplatzierungen (Jahr, Titel, Platzierungen, Wochen, Auszeichnungen, Anmerkungen) | Anmerkungen                             |
| Jahr | Titel              | DE | AT | CH | Anmerkungen                             |
| ---- | ------------------ | --- | --- | --- | --------------------------------------- |
| 1991 | Angst              | — | — | — | Erstveröffentlichung: 1991              |
| 1992 | Einsamkeit         | — | — | — | Erstveröffentlichung: 1992              |
| 1993 | Satura             | — | — | — | Erstveröffentlichung: 1993              |
| 1995 | Inferno            | DE81 (6 Wo.)DE | — | — | Erstveröffentlichung: 1995              |
| 1997 | Stille             | DE64 (3 Wo.)DE | — | — | Erstveröffentlichung: 1997              |
| 1999 | Elodia             | DE12 (5 Wo.)DE | — | — | Erstveröffentlichung: 7. Juni 1999      |
| 2001 | Fassade            | DE20 (5 Wo.)DE | — | — | Erstveröffentlichung: 1. Oktober 2001   |
| 2003 | Echos              | DE13 (4 Wo.)DE | — | — | Erstveröffentlichung: 27. Januar 2003   |
| 2005 | Lichtgestalt       | DE30 (4 Wo.)DE | — | — | Erstveröffentlichung: 2. Mai 2005       |
| 2009 | Sehnsucht          | DE35 (2 Wo.)DE | AT68 (1 Wo.)AT | CH82 (1 Wo.)CH | Erstveröffentlichung: 8. Mai 2009       |
| 2012 | Revolution         | DE35 (1 Wo.)DE | — | — | Erstveröffentlichung: 7. September 2012 |
| 2015 | Hoffnung           | DE28 (1 Wo.)DE | — | — | Erstveröffentlichung: 6. November 2015  |
| 2017 | Testimonium        | DE32 (1 Wo.)DE | — | — | Erstveröffentlichung: 25. August 2017   |
| 2021 | Leidenschaft       | DE26 (2 Wo.)DE | — | — | Erstveröffentlichung: 24. Dezember 2021 |
| 2022 | Leidenschaft, Pt.2 | — | — | — | Erstveröffentlichung: 14. Oktober 2022  |
| 2025 | Lament             | DE7 (1 Wo.)DE | — | — | Erstveröffentlichung: 7. März 2025      |

### Livealben
| Jahr | Titel               | Höchstplatzierung, Gesamtwochen, AuszeichnungChartsChartplatzierungen (Jahr, Titel, Platzierungen, Wochen, Auszeichnungen, Anmerkungen) | Anmerkungen                         |
| Jahr | Titel               | DE | Anmerkungen                         |
| ---- | ------------------- | --- | ----------------------------------- |
| 2007 | Lichtjahre          | DE70 (1 Wo.)DE | Erstveröffentlichung: 29. Juni 2007 |
| 2014 | Live in Mexico City | DE58 (1 Wo.)DE | Erstveröffentlichung: 18. Juli 2014 |

Weitere Livealben
- 1998: Live
- 2023: Nachts

### Kompilationen
| Jahr | Titel         | Höchstplatzierung, Gesamtwochen, AuszeichnungChartsChartplatzierungen (Jahr, Titel, Platzierungen, Wochen, Auszeichnungen, Anmerkungen) | Anmerkungen                         |
| Jahr | Titel         | DE | Anmerkungen                         |
| ---- | ------------- | --- | ----------------------------------- |
| 2010 | Schattenspiel | DE51 (1 Wo.)DE | Erstveröffentlichung: 7. Mai 2010   |
| 2019 | Zeitreise     | DE59 (1 Wo.)DE | Erstveröffentlichung: 22. März 2019 |

### EPs
- 1996: Stolzes Herz
- 2005: Lichtgestalten
- 2013: Heute Nacht [Limited Edition]
- 2024: Schakal 1994 - 2024

### Singles
| Jahr | Titel Album                | Höchstplatzierung, Gesamtwochen, AuszeichnungChartsChartplatzierungen (Jahr, Titel, Album, Platzierungen, Wochen, Auszeichnungen, Anmerkungen) | Anmerkungen                |
| Jahr | Titel Album                | DE | Anmerkungen                |
| ---- | -------------------------- | --- | -------------------------- |
| 1999 | Alleine zu zweit Elodia    | DE52 (3 Wo.)DE | Erstveröffentlichung: 1999 |
| 2001 | Der Morgen danach Fassade  | DE50 (4 Wo.)DE | Erstveröffentlichung: 2001 |
| 2002 | Durch Nacht und Flut Echos | DE52 (4 Wo.)DE | Erstveröffentlichung: 2002 |

Weitere Singles
- 1993: Alles Lüge
- 1994: Schakal
- 2009: Feuer [Limited Edition]
- 2024: Avalon
- 2024: Du bist alles was ich will
- 2025: Dark Is This Night

### Videoalben
- 1995: The Clips 1993–1995
- 1997: The Silent Clips
- 2000: The Live History
- 2005: Musikkurzfilme
- 2007: Lichtjahre

### Boxsets
- 2002: Vintage Classix
- 2020: Die Jubiläumsbox 1990-2020